# Bill Kooistra
William August Kooistra, detto Bill (Chicago, 26 agosto 1926 – Midlothian, 30 marzo 1995), è stato un pallanuotista statunitense, che ha disputato il torneo di pallanuoto ai Giochi di Helsinki 1952 e di Melbourne 1956, quest'ultima partecipando assieme al fratello Sam.
Sempre nella pallanuoto, ai II Giochi panamericani, ha vinto 1 argento, mentre ai III Giochi panamericani, ha vinto 1 oro.